# Management africain
Pour les articles homonymes, voir Management (homonymie).
Le management africain est un courant de pensée sur la gestion qui se base sur la spécificité du contexte africain pour y prescrire des méthodes de management spécifique.
Ce courant a été accentué vers les années 1980 après le constat selon lequel les solutions managériales proposées par des consultants occidentaux pour résoudre les problèmes de gestion en Afrique n'arrivaient pas à résoudre les problèmes des entreprises africaines.
Dans la décennie 1980, plusieurs chercheurs vont se baser sur ce modèle explicatif pour expliquer les piètres performances des entreprises africaines.

## Origine
Dans un numéro des cahiers d’études africaines (1991) consacré à l’« anthropologie de l’entreprise africaine », Pascal Labazée démontre que l’entreprise africaine ne s’est affirmée comme objet de recherche en sciences sociales de langue française que récemment vers les années 1980, c’est-à-dire au cours de la décennie où s’effondrait sa rentabilité et son efficacité productive. Avant cette période, quelques études ont été menées abordant de manière assez générale les problèmes l’entreprise africaine mais la première tentative de grande envergure est le colloque international organisée à Paris en 1981 par le laboratoire « connaissance du Tiers-monde » sous le thème : Entreprises et entrepreneurs en Afrique (XIXe – XXe siècle). À partir de cette époque, on constate un accroissement d’intérêt porté à l’entreprise africaine,. Cet intérêt va s’accentuer au milieu des années 1980 avec la réflexion sur le management africain. La conférence internationale de Yamoussoukro, en côte d’ivoire en 1986 avait pour but de jeter les bases d’une réflexion sérieuse sur un management africain.
En d'autres termes, « le management africain » est un modèle qui part du constat selon lequel l'application des méthodes de gestion occidentales en Afrique n'a pas réussi à améliorer les performances des entreprises africaines. Il existe une tension entre la culture africaine et les méthodes de gestion occidentale. Le management africain propose des méthodes de gestion adaptées aux spécificités de la culture africaine.
Certains auteurs Alain Henri s'interroge sur l'existence d'un modèle du management africain, face à l'existence des méthodes universalistes de gestion en Afrique. Pour Patrick Bakengela Shamba et Yves Frederic Livian (2014), le management africain est simplement introuvable. En fonction des variables contingentes, certaines méthodes de gestion universaliste s'appliquent dans le contexte africain. Il faudrait encourager une approche plurielle du management en Afrique au lieu de se limiter aux stéréotypes sur les Africains. une approche d'hybridité segmentée qui permettrait de mieux comprendre les différences de comportement dans un même contexte culturel.

## Quelques auteurs pionniers à la base du courant scientifique sur le management africain
Henry Bourgoin (1984) explique les piètres performance des entreprises africaines comme étant lié au fait que l'Afrique est malade du management. Son analyse montre que lorsque les méthodes de gestion, inspirées des théories américaines, sont appliquées en Afrique, elles n'aboutissent pas à de bons résultats parce qu'elles ne sont pas adaptées à la culture africaine. Ainsi, dans les pays Africains au Sud du Sahara où la distance hiérarchique est grande, les subordonnés tendent à donner leur préférence à la théorie X de Mc Gregor qui privilégie l'autoritarisme. La technique de commandement la plus efficace en Afrique serait une technique inconnue des manuels de management qui consiste, pour le chef, à se comporter comme un autocrate éclairé.
Le potentiel des entreprises africaines a fait l’objet de très nombreuses publications et d’analyses très fines du profil des entrepreneurs et des spécificités organisationnelles ou liées au contexte). Depuis quelques années déjà, un courant de recherche important se focalise sur les spécificités du management et de l’entrepreneuriat africains (Shamba, 2007). Des recherches plus récentes ont porté sur la dimension « internationale » des entreprises africaines. Une dynamique importante a été relevée dans le champ du management international sur le continent africain,. Au-delà des caractéristiques managériales africaines (Shamba 2007, Babarinde 2009), plusieurs recherches antérieures ont pu dégager des spécificités « continentales » de l’internationalisation des firmes, que ce soit au niveau des acteurs (firmes multinationales et petites entreprises), des processus, ou des enjeux en termes de développement économique (Munemo 2012 ; Amal et al., 2013, Adeleye et al., 2015)
En recensant différents travaux menés qui tentent de comprendre le fonctionnement des organisations en Afrique, Kamdem identifie deux principales perspectives dominantes : la perspective rationaliste et fonctionnaliste d’une part et la perspective culturaliste et humaniste d’autre part. Il rattache à la première perspective des réflexions développées par différents auteurs sur la genèse et le fonctionnement du phénomène bureaucratique en Afrique, alors qu’il regroupe dans la deuxième perspective l’approche qui raisonne en termes de programmation mentale par les valeurs en s’appuyant sur les quatre indicateurs de la culture selon Hofstede (individualisme/communautarisme, distance hiérarchique, évitement de l’incertitude et masculinité /féminité) ; L’approche qui s’appuie sur les logiques nationales, vues comme des propriétés générales d’une manière de vivre en société, à partir des travaux de d’Iribarne (1989, 1991,1997) et s’appuyant sur les indicateurs culturels (la nature des relations interpersonnelles, le rapport au temps) l’appartenance au milieu social traditionnel, etc.).
Ces différents indicateurs aboutissent à des propositions telles que la culture africaine est basée sur la primauté du groupe sur l’individu, la primauté du social sur l’économique et la nécessité de la convivialité sur l’efficacité. D’autres propositions montrent que pour l’Africain, le temps n’est pas l’argent. Le temps est élastique. Bourgoin (1984) écrit d’ailleurs à ce sujet que l’essence du Noir n’est pas réglée sur le temps. Le Noir prend le temps de vivre, il n’est pas pressé
D'autres chercheurs notamment Jean Nizet, François Pichault, Bakengela Shamba, Luchien Karsten, Pierre Louart, Emmanuel Hounkou et al ont voulu déconstruire le cliché selon lequel le manque de performance des organisations africaines serait lié à une mentalité traditionnelle peu conciliable avec la modernité managériale et la recherche de la rentabilité. En mobilisant approches disciplinaires variées (anthropologie, économie, sociologie, gestion), ils analysent de près les spécificités des entreprises d’Afrique sub-saharienne (leur ancrage familial et communautaire, l’incidence qu’ont sur elles les croyances magico-religieuses, etc.) et ils explorent l’apport d’outils de gestion tantôt inspirés des traditions locales (tontine d’entreprise, conseil des sages, etc.), tantôt importés de l’Occident (qualité totale, externalisation, etc.). Il en ressort une image contrastée des facteurs contribuant à la performance des organisations africaines ainsi que des pistes susceptibles de l’améliorer de façon durable,.

## Synthèse de quelques-uns des modèles explicatifs dominants de la gestion en Afrique
Pour Patrick Bakengela Shamba et Yves Frederic (2014), le management africain serait introuvable. Ces auteurs proposent de regrouper les modèles explicatifs dominants dans la littérature et aboutissent à la conclusion selon laquelle, la performance des organisations en Afrique ne dépend pas d'une seule perspective d'analyse du management. Les approches universalistes, culturalistes ou institutionnalistes peuvent réussir en Afrique. Il faudra ainsi une approche d'hybridité segmentée qui permet de combiner plusieurs approches en fonction des variables contextualistes spécifiques. Les incertitudes en contexte africain sont multiples et poussent les acteurs à agir au-delà du simple déterminisme culturel

### Tableau 1: Synthèse de quelques-uns des modèles explicatifs dominants de la gestion en Afrique
|                     | Synthèse de la littérature francophone        | Synthèse de la littérature francophone | Synthèse de la littérature anglophone |
| Auteurs             | Kamdem (2000)                                 | Nizet et Pichault (2007)               | Oghojafor, Idowu et George (2012)     |
| Modèles explicatifs | 1 Perspective rationaliste et fonctionnaliste | 1 Perspective universaliste            | 1. Perspective universaliste          |
| Modèles explicatifs | 2 Perspective culturaliste et humaniste       | 2 Perspective culturaliste             | 2. Perspective de divergence          |
| Modèles explicatifs | 2 Perspective culturaliste et humaniste       | 3 Perspective néo-institutionnaliste   | 3. Perspective de convergence         |
| Modèles explicatifs | 2 Perspective culturaliste et humaniste       | 3 Perspective néo-institutionnaliste   | 4. Perspective de contingence         |

L'étude de cas menée par Yves Livian et Patrick Bakengela Shamba (2016) permet d'identifier cinq types d'hybridation possible dans le contexte africain.
Il découle de l'analyse sommaire de ces cinq types de cas une hybridation des normes et des relations sociales en fonction de la taille de l'entreprise, de sa gouvernance et du contexte économique. Les grandes entreprises locales recourent souvent à une importation moyenne des outils de gestion et sont souvent dirigées par des cadres politiques ou fonctionnaires ayant parfois suivi une formation dans les business schools ou des écoles de gestion. Cependant, la présence de la variable politique conduit souvent à une forme d'hybridation basée sur les normes sociales locales et ensuite occidentales. Des compromis peuvent être trouvés entre les deux.
Pour les grandes ONG, elles sont caractérisées par une importation forte d'outils de gestion, les cadres expatriés ou locaux sont formés aux méthodes importées. Cependant, les normes dominantes paraissent d'abord locales et ensuite occidentales.
Pour les filiales des multinationales, l'encadrement est fortement structuré par des règles et des procédures internationales, même si leur application sur le terrain fait parfois l'objet de bricolages locaux.
Pour les PME locales, elles ont un niveau d'importation des outils de gestion faible et sont dirigées par des patrons propriétaires. Les formes d'hybridations sont essentiellement un localisme ouvert aux grandes tendances du marché et du monde.
Enfin, pour les TPE, le commerce et l'artisanat, elles ont un degré d'importation d'outils de gestion nul et sont dirigés par les entrepreneurs self made man sans beaucoup d'instruction formelle. L'hybridation est faible ou nulle et les normes des relations sociales sont dominées par le localisme.

### Tableau 2: Formes d'hybridation de gestion en Afrique
| Types d'organisations                           | Importation d'outils de gestion | Types de dirigeants                                             | Normes de relations sociales                 | Hybridation             |
| Grandes entreprises locales                     | Moyenne                         | Cadres locaux parfois formés à l'extérieur                      | Locales et occidentales                      | Compromis               |
| Grandes ONG                                     | Forte                           | Idem                                                            | Locales et occidentales                      | Risque de juxtaposition |
| Filiales de firmes multinationales occidentales | Forte                           | Cadres expatriés et cadres locaux formés aux méthodes importées | Occidentales majoritaires dans l'encadrement | Juxtaposition           |
| PME locales                                     | Faible                          | Patrons propriétaires Pas de cadres                             | Localisme ouvert                             | Faible ou nulle         |
| TPE, commerce et artisanat                      | Nulle                           | Patrons et familles propriétaires Pas de cadres                 | Localisme                                    |                         |